# Баневур, Виталий Борисович

Памятник Виталию Баневуру во Владивостоке. Скульптор В. Е. Гринева, архитектор М. С. Смирнов. Торжественно открыт 30 октября 1966 года.

Вита́лий Бори́сович Баневу́р (Бониву́р) (20 июня 1902 — 17 сентября 1922) — участник Гражданской войны на Дальнем Востоке, герой-комсомолец, подпольщик, партизан.

## Биография
Виталий Баневур по одной из версий родился в Варшаве в семье ювелира, социал-демократа Бориса Залмановича Баневура. Однако, более поздние исследования метрических книг позволили установить точно, что Виталий родился в Иркутске 22 августа 1903 года (по старому стилю), где его отец, мещанин города Вильны, числился административно-ссыльным (ГАИО Фонд № 789. Оп.1. Д. 51 л. 49). Его мать, Анна Наумовна (по рождению Хая Нохимовна Димент), была по образованию врачом, но по специальности не работала и занималась только семьёй. В 1915 семья Баневуров эвакуировалась в Москву, в августе 1917 года перебралась во Владивосток. В 1919 году Виталий окончил 8-й класс Владивостокской мужской гимназии. Уже в гимназии увлекался политической деятельностью и весной 1918 г. состоял в Союзе учащихся социалистической интеллигенции. Впоследствии участвовал в партизанском движении; убит казаками незадолго до освобождения Дальнего Востока. Версия гибели Виталия Баневура, изложенная писателем Дмитрием Нагишкиным, является, скорее всего, мифологической.

### Версия гибели, опубликованная в 1925 году
Писатель Виктор Кин в фельетоне, опубликованном в 1925 году, даёт иную версию гибели Баневура. По его утверждению, Баневур был инструктором Никольск-Уссурийского райбюро комсомола, располагавшегося в деревне Кондратеновка. Так как белые готовились к эвакуации, то их в расчёт вовсе не принимали. Однако на деревню был произведён казачий налёт, и замешкавшийся Баневур (он пытался спасти пишущую машинку) был убит казаками, которые вывели его из деревни и вырезали ему сердце.

… Баневур сидел за машинкой, в распахнутую дверь влетел мальчишка:
— Баневур!
— Ну? — неохотно отозвался Баневур, разыскивая на клавишах букву «щ».
— Белые! Беги! Скорей!
Баневур вскочил, спрятал в кожаную сумку канцелярию райбюро и выбежал. Через заборы, огороды — в лес, начинавшийся тут же, рядом с деревней. Но, перелезая последнюю изгородь, он внезапно ударил себя по лбу:
— А машинка?
Оставить белым гордость райбюро, великолепный «Ундервуд», побывавший под пулями Каппеля и японцев? «Ундервуд», честно выполнявший свои комсомольские обязанности, если не считать букву «щ»? Баневур колебался. Затем быстро засыпал сумку землей, бегом вернулся в избу и схватил машинку с недописанным листом о комсомольской годовщине. Выбежать он уже не успел…
— «Комсомольская правда», 29 октября 1925

### Традиционная версия жизнеописания 1947 года
Беллетризованная биография Баневура была изложена в романе Дмитрия Нагишкина «Сердце Бонивура», вышедшем в 1947 году и позже экранизированным. Нагишкин сделал Баневура руководителем комсомольского подполья Владивостока. Согласно Нагишкину, в октябре 1920 года Баневур вместе с несколькими товарищами побывал в Москве на III съезде комсомола, видел выступление Ленина.
В декабре 1921 года Виталий Баневур совместно с Марией Фетисовой начал восстановление разгромленного владивостокского подполья. О его деятельности стало известно белогвардейцам, и они объявили награду за его голову. По предложению руководства Баневур покинул город и устроился работать в депо станции Первая речка. В депо строились бронепоезда для японской армии. Виталий организовал подпольную группу, которая начала сопротивление строительству бронепоездов: устраивались аварии, итальянские забастовки. Более того, удавалось организовать диверсии против уже выпущенных бронепоездов: они попадали на запасные пути, сходили с рельсов и разбивались. Тем не менее обстановка в депо вокруг Баневура начала накаляться, и по решению подполья он ушёл в тайгу в отряд Топоркова. В отряде Баневур принимал участие в диверсионных акциях против поездов белогвардейцев и японских интервентов, в уничтожении телефонных и телеграфных линий, налётах на гарнизоны белогвардейцев. Весной 1922 года он принял участие в бою, в котором был разгромлен белогвардейский отряд, направленный для уничтожения партизан.
В июне 1922 года Япония объявила об эвакуации своих войск из Приморья, после чего началось наступление Народно-революционной армии. В сентябре Дальбюро ЦК РКП(б) приняло решение в занятых белыми и интервентами районах тайно провести съезды крестьянских уполномоченных, выделенных бедняцко-середняцким активом. Съезды должны были избрать комитеты по установлению Советской власти в Приморье. На 13 сентября такой съезд был намечен в деревне Кондратеновка. Предатель сообщил белогвардейцам в Никольск-Уссурийске о проведении такого съезда, и они направили туда свои отряды. Они схватили Виталия Баневура. В течение нескольких дней он подвергался страшным пыткам, а 17 сентября был выведен за деревню и белогвардейцы, разрезав грудь, вырвали его сердце.

## Память
- В 1960 году на Гданьской судоверфи в ПНР был построен крупнотоннажный сухогруз «Партизан Бонивур» проекта В-54, тип Marceli Nowotko/Лениногорск. Был приписан к Черноморскому морскому пароходству ММФ СССР[3].
- Имя Боневура носит недостроенный и законсервированный город, располагающийся ниже Комсомольска-на-Амуре по течению Амура[4][5]
- Улица Баневура и памятник Виталию Баневуру во Владивостоке[6].
- Памятник Виталию Баневуру в поселке Ливадия Находкинского городского округа Приморского края расположен в сквере Баневура, монумент сооружён 30 октября 1978 года.
- В Хабаровском крае в районном центре посёлка Переяславка при Краевом Детском Центре «Созвездие» существует Дружина имени Бонивура[7].
- В 1964 году пионерской дружине школы № 14 (ныне № 4) в городе Коряжма Архангельской области было присвоено имя Виталия Бонивура. При крыльце парадного входа школы был установлен бюст в честь героя. В настоящее время от памятника остался только постамент, бюст, в связи с плохим состоянием, демонтирован в 2000-х годах по инициативе администрации школы.[8]
- Под Уссурийском (Уссурийский городской округ) находится железнодорожная станция Баневурово и село Баневурово, в селе Кондратеновка находится мемориальный комплекс «Могила Баневура».
- Имя Баневура носит переулок в Хабаровске, улицы в Изобильном, в Михайловске, Петропавловске-Камчатском, в селе Глебово Хабаровского края.
- Памятник в городе Советская Гавань у входа в парк «Зелёный мыс».
- В Саратове во дворе школы № 41 установлен бюст В. Баневура.
- В посёлке Сосновый Бор в Бурятии одна из улиц названа в честь Виталия Бонивура.
- Группа «Артек Электроника» записала для своего альбома «Стать великим человеком» инструментальную композицию «Последняя песнь Бонивура».[9]

## Фильмография
- «Сердце Бонивура» (в 1969 году вышла четырёхсерийная телевизионная версия, в 1971 — двухсерийная кинотеатральная версия).